# Stoner film
A stoner film a filmvígjátékok egyik alműfaja, melynek központi témája a kannabisz élvezeti cikként történő fogyasztása.
A műfaj megteremtőjének a Cheech Marin és Tommy Chong főszereplésével készült, 1978-ban bemutatott A nagy szívás című filmet tartják. A haverfilmekhez hasonlóan visszatérő elem két főszereplő együttes megjelenítése, akiknek valamilyen triviálisnak tűnő (és a drogfogyasztáshoz gyakran kapcsolódó) küldetést kell teljesíteniük. Ellenlábasaik gyakran a drogfogyasztást ellenző, autoriter személyek (szülők, rendőrök, biztonsági őrök stb.).
A stoner filmek a marihuánafogyasztás növekvő társadalmi elfogadottságával váltak egyre népszerűbbekké.

## Fontosabb művek listája

### Film
- Szelíd motorosok (1969)
- A nagy szívás (1978)
- Cheech és Chong – Újra bevetésen (1980)
- Változó világ (1982)
- Nevetés és keverés Amsterdamban (1983)
- Bill és Ted zseniális kalandja (1989)
- Balfácán akcióban (1990)
- Tökéletlen idők (1993)
- Végre péntek (1995)
- Kő kövön (1996)
- Félbetépve (1998)
- Félelem és reszketés Las Vegasban (1998)
- Egy hulla a szobatársam (1998)
- Detroit Rock City (1999)
- Hé, haver, hol a kocsim? (2000)
- Péntek esti gáz (2000)
- Fűbenjáró bűn (2000)
- Fűre tépni szabad (2001)
- Gyagyák a gatyában, avagy tudom, kit fűztél tavaly nyáron (2001)
- Jay és Néma Bob visszavág (2001)

### Televízió
- Azok a 70-es évek show (1998–2006)
- Trailer Park Boys (2001–2007, 2014–2018)
- Nancy ül a fűben (2005–2012)
- A munka hősei (2011–2017)
- A kenderfutár (2012–2020)
- Broad City (2014–2019)

## Fordítás
Ez a szócikk részben vagy egészben  a   stoner film című angol Wikipédia-szócikk fordításán alapul.  Az eredeti cikk szerkesztőit annak laptörténete sorolja fel. Ez a jelzés csupán a megfogalmazás eredetét és a szerzői jogokat jelzi, nem szolgál a cikkben szereplő információk forrásmegjelöléseként.